# Colonia Granadillo
Colonia Granadillo är en ort i Mexiko.   Den ligger i kommunen Salina Cruz och delstaten Oaxaca, i den sydöstra delen av landet, 500 km sydost om huvudstaden Mexico City. Colonia Granadillo ligger 24 meter över havet och antalet invånare är 138.
Terrängen runt Colonia Granadillo är platt åt nordost, men åt sydväst är den kuperad.  Närmaste större samhälle är Salina Cruz, 6,0 km söder om Colonia Granadillo. 